# Maverick (Unternehmen)
Maverick war ein 1992 gegründetes Musiklabel, welches von Madonna, Veronica Dashev und Frederick DeMann gegründet wurde. Angeschlossen waren auch ein Musik- und Buchverlag sowie eine Filmproduktion. Seit 2014 ist das Label überwiegend als Künstler-Management aktiv.

## Geschichte
Das Label wurde als Joint Venture der Gründer mit dem Unternehmen Time Warner eröffnet. Erste Veröffentlichung war das Madonna-Buch SEX und ihr Erotica-Album. Es folgten erfolgreiche Veröffentlichungen von Alanis Morissette und der Band Candlebox. In den 2000er Jahren ging der Erfolg zurück. 2004 verkauften Madonna und Dashev ihre Anteile am Unternehmen, und Maverick wurde 100%ige Tochter der Warner Music Group. 2009 wurde die Plattenfirma beendet. 2014 belebte Guy Oseary die Marke wieder als Künstler-Management. Bekannteste Acts sind Madonna, U2, Aerosmith und Miley Cyrus.

## Künstler (Auswahl)
- Madonna
- Alanis Morissette
- Candlebox
- Deftones
- The Prodigy
- Muse
- Meshell Ndegeocello